# NGC 7230
NGC 7230 este o emission-line galaxy⁠(d) situată în constelația Vărsătorul. A fost descoperită în 6 septembrie 1793 de către William Herschel. Se află la o distanță de 61,12 de megaparseci de Pământ.